# WWE Raw
WWE Raw, noto anche come Monday Night Raw o semplicemente Raw (a volte stilizzato in maiuscolo), è un programma televisivo di wrestling statunitense prodotto dalla WWE a partire dall'11 gennaio 1993 e mandato in onda negli Stati Uniti ogni lunedì sera sul servizio di streaming Netflix.
Il programma esordì l'11 gennaio 1993 su USA Network e vi rimase fino al 25 settembre 2000, quando si spostò su Spike TV. Il 3 ottobre 2005 ritornò su USA Network e ci rimase fino al 30 dicembre 2024. Dal 6 gennaio 2025, lo show va in onda su Netflix.
In Italia va in onda in versione integrale sulla piattaforma a pagamento Discovery+ e in chiaro, nella versione international da due ore e in differita di una settimana, sul canale Dmax con la telecronaca di Luca Franchini e Michele Posa.

## Storia

### Formato originale (1993–2001)
La prima puntata si svolse l'11 gennaio 1993. Allora il programma si chiamava Monday Night Raw e dal 10 marzo 1997 al 1º ottobre 2001 era noto come Raw Is War, titolo poi definitivamente abbandonato sull'onda emozionale degli attentati terroristici dell'11 settembre e dell'invasione dell'Afghanistan per diventare semplicemente Raw.
Nella seconda metà degli anni novanta, veniva trasmesso in concomitanza con Monday Nitro, programma di punta dell'agguerrita rivale World Championship Wrestling. Nitro poteva contare sulla presenza di leggende come Hulk Hogan, Ric Flair, Sting, Kevin Nash, Scott Hall, Goldberg, Randy Savage, Lex Luger e altri ancora. Oltre a queste leggende la WCW poteva vantare anche una divisione dei pesi leggeri, categoria che nell'allora WWF non era molto sfruttata. Inoltre l'asso della manica della WCW si chiamava New World Order, una stable costituita da lottatori malvagi che secondo la storyline ambivano a sostituirsi alla dirigenza, capeggiata proprio da Hulk Hogan. Di conseguenza la WCW aveva tutte le carte in regola per fronteggiare la corazzata di Vince McMahon, facendo così esplose la Monday Night War che vide per diciotto mesi la vittoria di Nitro nei confronti di Raw nella guerra degli ascolti. La lotta era senza esclusioni di colpi e non mancavano i tiri mancini. Uno in particolare rappresentò un vero e proprio colpo basso per la WWF quando Eric Bischoff, allora personaggio di punta di Nitro che andava in onda in diretta, annunciò con un piccolo anticipo i risultati della puntata di Raw. Tuttavia ciò si ritorse contro in quanto portò ad alzare gli ascolti di Raw contro quelli di Nitro. Per la prima volta Raw riuscì a vincere e da lì in poi Nitro non riuscì più a superarlo.
La guerra di ascolti finì nel marzo 2001 quando Vince McMahon acquistò la WCW che nel frattempo era fallita e con lei la Extreme Championship Wrestling e queste ultime si allearono per creare l'Alliance. Lo scontro fra le tre federazioni finì il 18 novembre alle Survivor Series in un incontro a dieci uomini a eliminazione con in palio il controllo della federazione vinto dalla WWF.

### Brand Extension (2002–2011)
A partire dal 2002 e fino al 2011 in seguito al processo di divisione del personale in due diversi roster i programmi televisivi della rinominata World Wrestling Entertainment, Raw e SmackDown! (che debuttò nel 1999 e rivaleggiò con Thunder della WCW) hanno subito profondi cambiamenti. Se prima infatti gli atleti lottavano indistintamente nei due programmi, con la nuova politica si sono creati due gruppi di atleti distinti, ognuno dei quali aveva facoltà di lottare in un unico roster. Gli unici due atleti che conservavano la facoltà di apparire e lottare indistintamente nei due programmi erano coloro che detenevano l'Undisputed WWE Championship e il WWE Women's Championship. Tale situazione tuttavia terminò nella seconda parte del 2002 quando l'allora campione Brock Lesnar firmò un contratto in esclusiva con SmackDown! e il WWE Women's Championship venne attribuito a Raw. Eric Bischoff, nominato general manager da Vince McMahon, decise di introdurre un titolo mondiale a Raw per contrastare quello di SmackDown! e decise di riportare il World Heavyweight Championship già difeso nella WCW. A quel punto Raw poteva fregiarsi della presenza di quattro titoli, ovvero il World Heavyweight Championship (il più importante), il WWE Intercontinental Championship, il World Tag Team Championship e il WWE Women's Championship.
La Brand Extension termina nella puntata di Raw del 29 agosto 2011, quando il direttore operativo Triple H annuncia la partecipazione dell'intero parco atleti WWE sia a Raw sia a SmackDown, sancendo la nominazione del primo in Raw Supershow. Inoltre viene nominato come general manager John Laurinaitis, il quale mantiene l'incarico fino al giugno 2012 quando viene licenziato da Vince McMahon dopo che Big Show viene sconfitto da John Cena il 17 giugno a No Way Out. Dopo essere stato trasmesso per la prima volta su Italia 2 nel luglio 2011 venendo trasmesso nella fascia serale del giovedì è stato spostato una prima volta il lunedì e successivamente il mercoledì.

### Formato da tre ore e ritorno alla Brand Extension (2012–presente)
Nel luglio 2012 va in onda la puntata speciale di Raw 1000 cambiando dalla settimana successiva il set di Raw, il logo e la sigla. Durante la puntata inoltre viene nominata da Vince McMahon come general manager AJ Lee, costretta poi il 22 ottobre seguente a dare le dimissioni e Vickie Guerrero viene nominata dal consiglio di amministrazione della WWE come supervisore. Nel gennaio 2013 va in onda la puntata speciale di Raw Roulette e a marzo la puntata speciale Raw Old School la puntata del passato.
Nel settembre 2013 Mediaset non rinnova il contratto per il programma in versione internazionale (quella da un'ora) e alla fine del mese smette di trasmetterlo, facendo partire una protesta degli spettatori italiani che sperano una nuova emittente ne acquisti i diritti. Ciò avviene nel luglio 2014 quando il canale Cielo inizia a trasmettere la versione internazionale di Raw ogni domenica alle ore 10:00.con il commento di Michele Posa, Luca Franchini e Manuel Palmisano.
Il 4 aprile 2016 va in onda la puntata di Raw successiva a WrestleMania 32 in cui Shane McMahon viene nominato general manager da suo padre Vince McMahon. In realtà questi non avrebbe avuto avere il diritto di guidare il programma poiché la sera prima aveva perso un incontro con The Undertaker con in palio proprio il controllo di Raw, ma il padre decide comunque di dargli il controllo del programma per la puntata con lo scopo di metterlo alla prova. La direzione di Raw da parte di Shane McMahon viene molto apprezzata dal pubblico e viene confermata anche per le puntate successive. Tuttavia il 1º maggio a Payback Vince McMahon decide che sia Shane McMahon sia sua sorella Stephanie McMahon avrebbero guidato Raw fino al 19 luglio, data nella quale SmackDown, l'altro programma della WWE, sarebbe stato trasmesso in diretta con il nuovo nome SmackDown Live e con un proprio parco atleti, dando il via alla seconda Brand extension.
A seguito del Draft, il roster di Raw si ritrova con lo United States Championship detenuto da Rusev, il WWE Tag Team Championship detenuto dal New Day e il Women's Championship detenuto da Charlotte. A questi ultimi due titoli si sarebbe aggiunta la parola Raw a significarne l'esclusività. Per ovviare alla mancanza di un titolo mondiale (dato che il rinominato WWE World Championship era detenuto da Dean Ambrose a SmackDown) il commissioner di Raw Stephanie McMahon e il nuovo general managet Mick Foley annunciano la creazione dell'Universal Championship, titolo vinto da Finn Bálor sconfiggendo Seth Rollins il 21 agosto a SummerSlam.
Il draft, si è svolto anche nei successivi due anni con il nome di Superstars Shake-up.

## Roster

### Dirigenza
| Nome                                                         | Ruolo                                                       | Date             | Date             | Note |
| Nome                                                         | Ruolo                                                       | Dal              | Al               | Note |
| ------------------------------------------------------------ | ----------------------------------------------------------- | ---------------- | ---------------- | --- |
| Mr. McMahon                                                  | Proprietario                                                | 11 gennaio 1993  | 15 giugno 2009   | Proprietario della WWF. Co-proprietario con Ric Flair dal 19 novembre 2001 al 10 giugno 2002. |
| Jack Tunney                                                  | Presidente                                                  | 11 gennaio 1993  | 12 luglio 1995   | |
| Gorilla Monsoon                                              | Presidente                                                  | 12 luglio 1995   | 4 agosto 1997    | Ha rinunciato temporaneamente all'incarico il 29 gennaio 1996. Roddy Piper venne nominato presidente ad interim fino al 4 agosto 1997, quando l'incarico venne ritirato e mai più assegnato. |
| Sgt. Slaughter                                               | Commissioner                                                | 4 agosto 1997    | 23 novembre 1998 | |
| Shawn Michaels                                               | Commissioner                                                | 23 novembre 1998 | 26 giugno 2000   | |
| Mick Foley                                                   | Commissioner                                                | 26 giugno 2000   | 18 dicembre 2000 | |
| Debra                                                        | Assistente Commissioner (Commissioner dal 18 dicembre 2000) | 30 ottobre 2000  | 5 marzo 2001     | |
| William Regal                                                | Commissioner                                                | 8 marzo 2001     | 11 ottobre 2001  | |
| Mick Foley                                                   | Commissioner                                                | 11 ottobre 2001  | 19 novembre 2001 | |
| Ric Flair                                                    | Proprietario                                                | 19 novembre 2001 | 10 giugno 2002   | Perse l'incarico a seguito di una sconfitta contro Mr. McMahon. |
| Eric Bischoff                                                | General manager                                             | 15 luglio 2002   | 28 aprile 2003   | |
| Eric Bischoff e Steve Austin                                 | Co-general manager                                          | 29 aprile 2003   | 16 novembre 2003 | Austin perse il suo ruolo quando il suo team venne sconfitto dal team Bischoff alle Survivor Series. |
| Eric Bischoff                                                | General manager                                             | 16 novembre 2003 | 1º dicembre 2003 | |
| Eric Bischoff e Mick Foley                                   | Co-general manager                                          | 1º dicembre 2003 | 15 dicembre 2003 | Mick Foley rinunciò a un match contro Randy Orton per l'\|Intercontinental Championship e dovette lasciare l'incarico come da stipulazione. |
| Eric Bischoff                                                | General manager                                             | 15 dicembre 2003 | 5 dicembre 2005  | |
| Jonathan Coachman                                            | General manager                                             | 11 giugno 2007   | 6 agosto 2007    | Ha svolto l'incarico di "Executive Assistant" dal maggio 2006 al giugno 2007 e dall'agosto 2007 al gennaio 2008. |
| William Regal                                                | General manager                                             | 6 agosto 2007    | 19 maggio 2008   | Licenziato dopo aver perso un match contro Mr. Kennedy. |
| Mike Adamle                                                  | General manager                                             | 28 luglio 2008   | 3 novembre 2008  | |
| Shane McMahon e Stephanie McMahon                            | Co-general manager                                          | 3 novembre 2008  | 24 novembre 2008 | La posizione venne richiesta da Stephanie McMahon. |
| Stephanie McMahon                                            | General manager                                             | 24 novembre 2008 | 6 aprile 2009    | Vickie Guerrero l'ha sostituita come general manager ad interim fino ad aprile. |
| Vickie Guerrero                                              | General manager                                             | 6 aprile 2009    | 8 giugno 2009    | Rinunciò alla posizione di general manager di SmackDown per ottenere l'incarico definitivo a Raw. |
| Donald Trump                                                 | Proprietario                                                | 15 giugno 2009   | 22 giugno 2009   | Il 15 giugno venne annunciato che Trump aveva acquistato Raw (kayfabe). |
| Mr. McMahon                                                  | Proprietario e CEO                                          | 22 giugno 2009   | 22 luglio 2022   | |
| Diversi Guest Host                                           | General manager                                             | 29 giugno 2009   | 10 maggio 2010   | Iniziativa studiata da Trump. I Guest Host (uno diverso per ogni serata) svolgevano tutte le funzioni. |
| Vickie Guerrero                                              | General manager                                             | 10 maggio 2010   | 10 maggio 2010   | Licenziata alla fine del primo giorno lavorativo. |
| Bret Hart                                                    | General manager                                             | 24 maggio 2010   | 21 giugno 2010   | |
| Anonimo (successivamente venne scoperto che era Hornswoggle) | General manager                                             | 21 giugno 2010   | 18 luglio 2011   | Le comunicazioni del general manager venivano ricevute via e-mail su un laptop posto su un podio ai piedi del ring ed occasionalmente sull'iPad di Michael Cole, incaricato ufficiale nella lettura dei messaggi. Il general manager smise di mandare email quando Triple H divenne COO. Il laptop e il podio vennero rimossi il 2 ottobre 2011. Il 9 luglio 2012, venne rivelato che Hornswoggle era il GM anonimo. |
| Triple H                                                     | COO                                                         | 18 luglio 2011   | 23 novembre 2014 | Il Consiglio di Amministrazione WWE privò Mr. McMahon dei suoi poteri (kayfabe) e delegò i suoi compiti a suo genero Triple H. Mantenne anche il ruolo di GM fino al 5 settembre 2011. Perse il suo ruolo quando il Team Authority venne sconfitto dal Team Cena a Survivor Series. |
| Theodore Long                                                | Assistente COO e GM                                         | 5 settembre 2011 | 10 ottobre 2011  | Long venne nominato a capo di entrambi gli show, essendo lui già GM di SmackDown. |
| John Laurinaitis                                             | General manager                                             | 10 ottobre 2011  | 17 giugno 2012   | Prima unicamente GM di Raw, venne nominato unico GM di entrambi gli show dopo la vittoria del Team Johnny sul Team Teddy a WrestleMania XXVIII. Licenziato a No Way Out da Mr. McMahon quando John Cena ha sconfitto Big Show, come da stipulazione. |
| David Otunga                                                 | Legal Advisor                                               | 11 ottobre 2011  | 17 giugno 2012   | Perse la sua posizione dopo il licenziamento di Laurinaitis. |
| Theodore Long                                                | Assistente GM                                               | 2 aprile 2012    | 17 giugno 2012   | Divenne l'assistente di Laurinaitis dopo la sconfitta di Wrestlemania XXVIII. Perse la sua posizione dopo il licenziamento di Laurinaitis. |
| Eve Torres                                                   | Executive Administrator                                     | 23 aprile 2012   | 17 giugno 2012   | Perse la sua posizione dopo il licenziamento di Laurinaitis. |
| General manager ad interim                                   | Guest GM                                                    | 18 giugno 2012   | 16 luglio 2012   | In attesa di un nuovo general manager, ogni settimana veniva nominato un GM ad interim scelto tra le vecchie figure di autorità. |
| AJ Lee                                                       | General manager                                             | 23 luglio 2012   | 22 ottobre 2012  | |
| Vickie Guerrero                                              | Managing Supervisor                                         | 22 ottobre 2012  | 8 luglio 2013    | |
| Brad Maddox                                                  | Assistente del Managing Supervisor                          | 18 febbraio 2013 | 8 luglio 2013    | Nominato da Guerrero per aver scoperto la collaborazione di Paul Heyman e CM Punk con lo Shield. Promosso a general manager dopo il licenziamento di Guerrero. |
| Brad Maddox                                                  | General manager                                             | 8 luglio 2013    | 26 maggio 2014   | |
| Stephanie McMahon                                            | Minority Owner/Chief Brand Officer                          | 19 agosto 2013   | 4 aprile 2016    | |
| Kane                                                         | Director of Operations                                      | 4 novembre 2013  | 25 ottobre 2015  | |
| John Cena/guest host/General manager anonimo                 | General manager/Coordinator                                 | 24 novembre 2014 | 29 dicembre 2014 | |
| Triple H                                                     | COO                                                         | 29 dicembre 2014 | presente         | Triple H riottenne i suoi poteri quando John Cena restituì il controllo dello show all'Authority. |
| Shane McMahon                                                | General manager                                             | 4 aprile 2016    | 25 aprile 2016   | Inizialmente Shane venne nominato GM per una notte dopo WrestleMania 32, ma grazie al grande supporto dei fan via social, venne confermato anche per i seguenti show. |
| Shane McMahon e Stephanie McMahon                            | Co-general manager                                          | 2 maggio 2016    | 11 luglio 2016   | |
| Stephanie McMahon                                            | Commissioner                                                | 11 luglio 2016   | 17 dicembre 2018 | Mr. McMahon annunciò a Raw che Stephanie sarebbe stata la Commissioner dello show rosso, mentre Shane avrebbe preso il comando di SmackDown. |
| Mick Foley                                                   | General manager                                             | 18 luglio 2016   | 20 marzo 2017    | |
| Kurt Angle                                                   | General manager                                             | 3 aprile 2017    | 17 dicembre 2018 | Quando i McMahon (Vince, Stephanie, Shane e Triple H) annunciarono il 17 dicembre 2018 che avrebbero preso il comando di entrambi gli show (senza però specificare i ruoli), Angle venne rimosso dalla posizione di General manager. |
| Baron Corbin                                                 | Constable                                                   | 4 giugno 2018    | 20 agosto 2018   | Stephanie McMahon nominò Corbin come suo rappresentante e incaricato di controllare il lavoro di Angle. |
| Baron Corbin                                                 | Acting general manager                                      | 20 agosto 2018   | 16 dicembre 2018 | Nominato quando Stephanie McMahon decise di mandare Angle in ferie obbligate. Venne licenziato quando perse contro Braun Strowman a TLC: Tables, Ladders & Chairs. |
| Alexa Bliss                                                  | Supervisore della divisione femminile                       | 26 novembre 2018 | 17 dicembre 2018 | Nominata da Corbin durante il suo periodo da Acting GM. Quando i McMahon (Vince, Stephanie, Shane e Triple H) annunciarono il 17 dicembre 2018 che avrebbero preso il comando di entrambi gli show (senza però specificare i ruoli), Bliss venne rimossa dall'incarico. |
| Adam Pearce                                                  | WWE Official                                                | 17 gennaio 2020  | 6 ottobre 2023   | |
| Sonya Deville                                                | Assistente dell'official Adam Pearce                        | 1º gennaio 2021  | 9 maggio 2022    | |
| Adam Pearce                                                  | General manager                                             | 13 ottobre 2023  | presente         | Venne nominato General manager di Raw da Triple H dopo che Nick Aldis divenne il General manager di SmackDown. |

### Ospiti speciali
- 6 luglio 2009: Ted DiBiase
- 13 luglio 2009: Seth Green
- 20 luglio 2009: ZZ Top
- 28 luglio 2009: Shaquille O'Neal
- 3 agosto 2009: Jeremy Piven e Ken Jeong
- 10 agosto 2009: Sgt. Slaughter
- 17 agosto 2009: Freddie Prinze Jr.
- 24 agosto 2009: Floyd Mayweather Jr.
- 31 agosto 2009: Dusty Rhodes
- 7 settembre 2009: Bob Barker
- 14 settembre 2009: Trish Stratus
- 21 settembre 2009: Cedric the Entertainer
- 28 settembre 2009: Reverendo Al Sharpton
- 5 ottobre 2009: Ben Roethlisberger
- 12 ottobre 2009: Nancy O'Dell
- 19 ottobre 2009: Snoop Dogg
- 26 ottobre 2009: Kyle Busch e Joey Logano
- 2 novembre 2009: Ozzy e Sharon Osbourne
- 9 novembre 2009: Ricky Hatton
- 16 novembre 2009: Roddy Piper
- 23 novembre 2009: Jesse Ventura
- 30 novembre 2009: Verne Troyer
- 7 dicembre 2009: Mark Cuban
- 14 dicembre 2009: Dennis Miller
- 21 dicembre 2009: Johnny Damon
- 28 dicembre 2009: Timbaland
- 4 gennaio 2010: Bret Hart
- 11 gennaio 2010: Mike Tyson
- 18 gennaio 2010: Don Johnson e Jon Heder
- 1º febbraio 2010: William Shatner
- 8 febbraio 2010: Carl Edwards
- 15 febbraio 2010: Jerry Springer
- 22 febbraio 2010: Ty Murray con la moglie Jewel
- 25 febbraio 2010: Dulé Hill
- 1º marzo 2010: Cheech & Chong
- 8 marzo 2010: Criss Angel
- 15 marzo 2010: Steve Austin
- 22 marzo 2010: Pete Rose
- 29 marzo 2010: Rob Corddry e Clark Duke
- 5 aprile 2010: David Otunga
- 12 aprile 2010: David Hasselhoff
- 19 aprile 2010: Will Forte, Kristen Wiig e Ryan Phillippe
- 3 maggio 2010: Wayne Brady
- 10 maggio 2010: Flavor Flav
- 17 maggio 2010: Buzz Aldrin
- 24 maggio 2010: Jon Lovitz
- 31 maggio 2010: Ashton Kutcher
- 7 giugno 2010: Bradley Cooper, Quinton Jackson e Sharlto Copley
- 14 giugno 2010: Mark Feuerstein
- 28 giugno 2010: Rob Zombie
- 12 luglio 2010: Florence Henderson
- 2 agosto 2010: Mark Wahlberg e Will Ferrell
- 16 agosto 2010: Justin Long, Charlie Day e Jason Sudeikis
- 13 settembre 2010: Chad Ochocinco
- 4 ottobre 2010: Johnny Knoxville
- 18 ottobre 2010: Bobb'e J. Thompson
- 25 ottobre 2010: Toby Keith
- 1º novembre 2010: Pee-wee Herman
- 29 novembre 2010: Rima Fakih
- 14 marzo 2011: Snooki
- 19 settembre 2011: Hugh Jackman
- 31 ottobre 2011: I Muppet
- 12 marzo 2012: James Roday
- 18 giugno 2012: Cyndi Lauper
- 5 marzo 2014: Aaron Paul
- 28 aprile 2014: Hugh Jackman
- 21 luglio 2014: Flo Rida
- 8 settembre 2014: Jerry Springer
- 6 ottobre 2014: Kathie Lee Gifford e Hoda Kotb
- 13 ottobre 2014: NeNe Leakes
- 17 novembre 2014: Grumpy Cat
- 24 novembre 2014: Larry the Cable Guy
- 2 marzo 2015: Jon Stewart
- 9 marzo 2015: Wiz Khalifa
- 23 marzo 2015: Snoop Dogg e Bill Simmons
- 10 agosto 2015: Stephen Amell
- 11 aprile 2016: Seth Green e Phil McGraw

### Telecronisti
| Commentatori                                          | Periodo |
| ----------------------------------------------------- | --- |
| Rob Bartlett e Vince McMahon                          | 11 gennaio 1993 – 19 aprile 1993 |
| Bobby Heenan, Randy Savage e Vince McMahon            | 26 aprile 1993 – 18 ottobre 1993 |
| Bobby Heenan e Vince McMahon                          | 25 ottobre 1993 – 6 dicembre 1993 |
| Johnny Polo e Vince McMahon                           | 13 dicembre 1993 – 28 febbraio 1994 |
| Randy Savage e Vince McMahon                          | 7 marzo 1994 – 13 giugno 1994 1º agosto 1994 – 31 ottobre 1994                                                                           |
| Gorilla Monsoon e Randy Savage                        | 20 giugno 1994 – 4 luglio 1994 |
| Jim Ross e Randy Savage                               | 11 luglio 1994 – 25 luglio 1994 |
| Shawn Michaels e Vince McMahon                        | 5 dicembre 1994 – 6 febbraio 1995 |
| Jim Cornette e Vince McMahon                          | 20 febbraio 1995 – 3 aprile 1995 |
| Jerry Lawler e Vince McMahon                          | 10 aprile 1995 – 29 luglio 1996 |
| Jerry Lawler, Jim Ross e Kevin Kelly                  | 5 agosto 1996 – 14 ottobre 1996 |
| Jerry Lawler, Jim Ross e Vince McMahon                | 21 ottobre 1996 – 27 ottobre 1997 |
| Jerry Lawler e Jim Ross                               | 3 novembre 1997 – 2 novembre 1998 19 aprile 1999 – 26 febbraio 2001 19 novembre 2001 – 19 giugno 2005 8 maggio 2006 – 23 giugno 2008     |
| Jerry Lawler e Michael Cole                           | 9 novembre 1998 – 12 aprile 1999 30 giugno 2008 – 15 novembre 2010 27 dicembre 2010 – 18 luglio 2011 10 ottobre 2011 – 10 settembre 2012 |
| Jim Ross e Paul Heyman                                | 5 marzo 2001 – 9 luglio 2001 30 luglio 2001 – 12 novembre 2001                                                                           |
| Jim Ross e Michael Cole                               | 16 luglio 2001 – 23 luglio 2001 |
| Jerry Lawler, Jim Ross e Jonathan Coachman            | 26 giugno 2005 – 10 ottobre 2005 |
| Jerry Lawler e Jonathan Coachman                      | 17 ottobre 2005 – 31 ottobre 2005 |
| Jerry Lawler, Joey Styles e Jonathan Coachman         | 7 novembre 2005 – 16 aprile 2006 |
| Jerry Lawler e Joey Styles                            | 23 aprile 2006 – 1º maggio 2006 |
| CM Punk, Jerry Lawler e Michael Cole                  | 22 novembre 2010 – 20 dicembre 2010 |
| Jerry Lawler, Jim Ross e Michael Cole                 | 25 luglio 2011 – 3 ottobre 2011 |
| Jim Ross e Michael Cole                               | 24 settembre 2012 – 1º ottobre 2012 15 ottobre 2012 – 5 novembre 2012                                                                    |
| Jerry Lawler, John "Bradshaw" Layfield e Michael Cole | 12 novembre 2012 – 29 dicembre 2014 |
| Booker T, John "Bradshaw" Layfield e Michael Cole     | 5 gennaio 2015 – 1º giugno 2015 |
| Byron Saxton, John "Bradshaw" Layfield e Michael Cole | 8 giugno 2015 – 18 luglio 2016 |
| Byron Saxton, Corey Graves e Michael Cole             | 25 luglio 2016 – 10 aprile 2017 |
| Booker T, Corey Graves e Michael Cole                 | 17 aprile 2017 – 22 gennaio 2018 |
| Corey Graves, Jonathan Coachman e Michael Cole        | 29 gennaio 2018 – 13 agosto 2018 |
| Corey Graves, Michael Cole e Renee Young              | 20 agosto 2018 – 23 settembre 2019 |
| Dio Maddin, Jerry Lawler e Vic Joseph                 | 30 settembre 2019 – 4 novembre 2019 |
| Vic Joseph, Jerry Lawler e Samoa Joe                  | 18 novembre 2019 2 dicembre 2019 – 23 dicembre 2019                                                                                      |
| Jerry Lawler e Vic Joseph                             | 4 novembre 2019 – 11 novembre 2019 25 novembre 2019 30 dicembre 2019 – 20 gennaio 2020                                                   |
| Jerry Lawler, Tom Phillips e Byron Saxton             | 27 gennaio 2020 – 17 marzo 2020 13 aprile 2020 – 20 aprile 2020 21 settembre 2020                                                        |
| Tom Phillips e Byron Saxton                           | 23 marzo 2020 – 6 aprile 2020 |
| Tom Phillips, Samoa Joe e Byron Saxton                | 27 aprile 2020 – 5 aprile 2021 |
| Adnan Virk, Byron Saxton e Corey Graves               | 12 aprile 2021 – 24 maggio 2021 |
| Byron Saxton, Corey Graves e Jimmy Smith              | 31 maggio 2021 – 3 ottobre 2022 |
| Byron Saxton, Jerry Lawler e Jimmy Smith              | 11 aprile 2022 – 18 aprile 2022 |
| Corey Graves e Kevin Patrick                          | 10 ottobre 2022 – 31 luglio 2023 |
| Michael Cole e Wade Barrett                           | 7 agosto 2023 – 22 gennaio 2024 |
| Michael Cole e Pat McAfee                             | 29 gennaio 2024 –2 settembre 2024 |
| Joe Tessitore e Wade Barrett                          | 2 settembre 2024 –31 dicembre 2024 |
| Michael Cole e Pat McAfee                             | 6 gennaio 2025 –presente |

### Annunciatori e annunciatrici
| Annunciatore   | Periodo |
| -------------- | --- |
| Howard Finkel  | 11 gennaio 1993 – 22 agosto 2002                                                                                |
| Tony Chimel    | aprile 1997 – 16 agosto 1999                                                                                    |
| Lilián García  | 23 agosto 1999 – 21 settembre 2009 20 ottobre 2014 – 25 luglio 2016                                             |
| Justin Roberts | marzo 2007 – giugno 2007 27 settembre 2009 – 13 ottobre 2014                                                    |
| Todd Grisham   | 16 aprile 2007                                                                                                  |
| Eden Stiles    | 5 gennaio 2015 13 aprile 2015 – 25 maggio 2015 12 ottobre 2015 2 novembre 2015 2 maggio 2016 – 9 maggio 2016    |
| JoJo           | 25 luglio 2016 – 18 febbraio 2019                                                                               |
| Mike Rome      | 14 agosto 2017 11 settembre 2017 16 ottobre 2017 2 luglio 2018 19 novembre 2018 7 gennaio 2019 – 1º maggio 2023 |
| Greg Hamilton  | 29 giugno 2020 30 novembre 2020                                                                                 |
| Samantha Irvin | 8 maggio 2023 – 21 ottobre 2024                                                                                 |
| Lilian Garcia  | 21 ottobre 2024 –30 dicembre 2024                                                                               |
| Alicia Taylor  | 6 gennaio 2025 –presente                                                                                        |

## Segmenti ricorrenti
| Segmento                         | Presentatore                                                     | Anno/i                                 | Note |
| -------------------------------- | ---------------------------------------------------------------- | -------------------------------------- | --- |
| Raw Girls                        | N/A                                                              | 1993                                   | Donne estranee al mondo del wrestling portavano cartelloni attorno al ring in modo da pubblicizzare Raw. Fu poi emulato dalla World Championship Wrestling con le Nitro Girls.                                                                          |
| The Heartbreak Motel             | Shawn Michaels                                                   | 1994                                   | |
| The Kings's Court                | Jerry Lawler                                                     | 1993–1995 2018 2019                    | |
| Brother Love Show                | Brother Love                                                     | 1995                                   | |
| The Love Shack                   | Dude Love                                                        | 1997–1998                              | |
| Highlight Reel                   | Chris Jericho                                                    | 2003–2005 2007–2008 2014 2016–2017     | |
| White Boy Challenge              | Rodney Mack                                                      | 2003                                   | Sfida aperta a persone bianche con l'obiettivo di sconfiggere Mack in meno di cinque minuti. Il segmento terminò con la vittoria di Goldberg. |
| WWE Diva Search                  | Jonathan Coachman (2004–2005) The Miz (2006) Todd Grisham (2007) | 2004–2007                              | |
| Masterlock Challenge             | Chris Masters                                                    | 2005–2007                              | Sfida aperta a qualunque atleta anche privo di contratto con la WWE. Per vincere era necessario uscire indenni dalla Masterlock, la presa di sottomissione utilizzata da Masters. La sfida fu vinta da Bobby Lashley nel marzo 2007.                    |
| Kurt Angle Invitational          | Kurt Angle                                                       | 2005                                   | Sfida aperta a qualunque atleta anche privo di contratto con la WWE e con le medaglie olimpiche in palio. Consisteva nel resistere contro Angle per tre minuti. Terminò quando Eugene riuscì per la prima volta a privare Angle delle proprie medaglie. |
| Carlito & Primo's Cabana         | Carlito e Primo                                                  | 2005–2007 (solo con Carlito) 2008–2009 | Scomparso dopo la separazione tra i Colóns. |
| Piper's Pit                      | Roddy Piper                                                      | 2005                                   | |
| The Cutting Edge                 | Edge                                                             | 2005–2007 2010                         | |
| V.I.P. Lounge                    | MVP                                                              | 2009–2010 2020–presente                | |
| Matt Striker's Classroom         | Matt Striker                                                     | 2005–2006                              | |
| Raw's Got Talent                 | Jerry Lawler                                                     | 2010                                   | Questo segmento ebbe solo una puntata. |
| Miz TV                           | The Miz                                                          | 2012–2016 2017–2018 2019 2020–presente | |
| The Cutting Edge Peep Show       | Edge e Christian                                                 | 2014 2016                              | |
| The Daily Show with Seth Rollins | Seth Rollins                                                     | 2015                                   | Parodia de The Daily Show di Jon Stewart quando quest'ultimo è stato ospite a Raw. |
| John Cena's U.S. Open Challenge  | John Cena                                                        | 2015                                   | Cena metteva in palio lo United States Champiuonship ogni settimana contro qualsiasi atleta. |
| Ambrose Asylum                   | Dean Ambrose                                                     | 2016 2017                              | Parodia del segmento Highlight Reel di Chris Jericho nato durante la loro faida. Sostituì quello di Jericho su decisione presa dal commissioner Shane McMahon.                                                                                          |
| The K.O. Show                    | Kevin Owens                                                      | 2017 2019 2020 2021–2023               | |
| The Sami & Kevin Show            | Kevin Owens e Sami Zayn                                          | 2018                                   | |
| A Moment of Bliss                | Alexa Bliss                                                      | 2018 2019 2020                         | |
| Firefly Fun House                | Bray Wyatt e Alexa Bliss                                         | 2019 2020–2021                         | |
| Monday After Weekend Update      | The Street Profits e R-Truth                                     | 2019–2020                              | Video segmenti |
| Truth TV                         | R-Truth                                                          | 2020                                   | Interviste sul ring |
| Raw Underground                  | Shane McMahon                                                    | 2020                                   | Una serie di segmenti di "shoot" fighting |
| Dirt Sheet                       | John Morrison e The Miz                                          | 2020–2021                              | |
| Alexa's Playground               | Alexa Bliss                                                      | 2021                                   | |
| Moist TV                         | John Morrison                                                    | 2021                                   | |

## Programmazione
Raw va in onda in diretta su USA Network per gli Stati Uniti e sempre in diretta per Regno Unito e Irlanda su Sky Sports 3. In Italia va in onda in lingua originale su Dplay in diretta e in replica in italiano 7 giorni dopo su Dmax.
| Paese                                                    | Canale | Note                                             |
| -------------------------------------------------------- | --- | ------------------------------------------------ |
| Mondo arabo                                              | MBC Action | [ 6 ] [ 7 ]                                      |
| Argentina                                                | Canal 9 | [ 8 ]                                            |
| Australia                                                | Fox8 | [ 9 ] [ 10 ]                                     |
| Bangladesh                                               | TEN Sports | [ 11 ] [ 12 ]                                    |
| Belgio                                                   | AB3 | [ 13 ] [ 14 ]                                    |
| Bhutan                                                   | TEN Sports | [ 11 ] [ 15 ]                                    |
| Bulgaria                                                 | bTV Comedy | [ 16 ] [ 17 ]                                    |
| Bolivia                                                  | Red PAT | [ 18 ]                                           |
| Bosnia ed Erzegovina                                     | OBN | [ 19 ]                                           |
| Brasile                                                  | Esporte Interativo | [ 20 ]                                           |
| Canada                                                   | The Score e Global Quebec | [ 21 ] [ 22 ]                                    |
| Cile                                                     | UCV TV | [ 23 ] [ 24 ]                                    |
| Cina                                                     | VBS | [ senza fonte ]                                  |
| Costa Rica                                               | Repretel Canal 11 | [ 25 ]                                           |
| Repubblica Ceca                                          | Nova Sport | [ 26 ]                                           |
| Ecuador                                                  | Teleamazonas | [ senza fonte ]                                  |
| El Salvador                                              | Canal VTV | [ 27 ]                                           |
| Francia                                                  | NT1 e RTL9 | [ 28 ] [ 29 ]                                    |
| Finlandia                                                | MTV3 MAX | [ 30 ]                                           |
| Germania, Austria, Svizzera, Lussemburgo e Liechtenstein | Sky Deutschland (diretta) | [ 31 ] [ 32 ] [ 33 ] [ 34 ] [ 35 ] [ 36 ] [ 37 ] |
| Grecia                                                   | Nova Sports 3 | [ 38 ] [ 39 ]                                    |
| Honduras                                                 | Canal 5 | [ 40 ]                                           |
| India, Pakistan, Sri Lanka, Nepal e Indonesia            | TEN Sports | [ 11 ] [ 41 ] [ 42 ] [ 43 ]                      |
| Israele                                                  | Sport 1 | [ 44 ] [ 45 ]                                    |
| Italia                                                   | Dplay (diretta) Dmax versione da 2 ore (2020–in corso) Italia 2 versione international (2011–2013) Cielo versione international (2014–2020) | [ 46 ] [ 47 ]                                    |
| Malaysia                                                 | Astro Super Sport | [ 48 ]                                           |
| Messico                                                  | Canal 5, TVC Deportes e MVS Visión (52MX e MC)                                                                                              | [ 49 ] [ 50 ]                                    |
| Nuova Zelanda                                            | The Box | [ 51 ] [ 52 ]                                    |
| Norvegia                                                 | TV 2 Zebra | [ 53 ]                                           |
| Panama                                                   | RPC Canal 4 | [ 54 ] [ 55 ]                                    |
| Perù                                                     | ATV | [ 56 ] [ 57 ]                                    |
| Filippine                                                | Jack TV e Solar TV | [ 58 ] [ 59 ]                                    |
| Polonia                                                  | Extreme Sports Channel | [ 60 ] [ 61 ]                                    |
| Portogallo                                               | Šport TV | [ 62 ] [ 63 ]                                    |
| Romania                                                  | Sport.ro | [ 64 ]                                           |
| Russia                                                   | 2×2 | [ 65 ]                                           |
| Serbia                                                   | Fox televizija | [ 66 ]                                           |
| Singapore                                                | SuperSports | [ senza fonte ]                                  |
| Sudafrica                                                | E.tv | [ 67 ] [ 68 ]                                    |
| Spagna                                                   | MARCA TV | [ 69 ] [ 70 ]                                    |
| Turchia                                                  | FOX e Eurosport | [ 71 ] [ 72 ]                                    |
| Thailandia                                               | TrueVisions | [ 73 ]                                           |
| Ucraina                                                  | QTV | [ 74 ]                                           |
| Regno Unito e Irlanda                                    | Sky Sports 3 e Sky Sports HD3 (diretta) | [ 75 ] [ 76 ]                                    |